# Finlands geografi

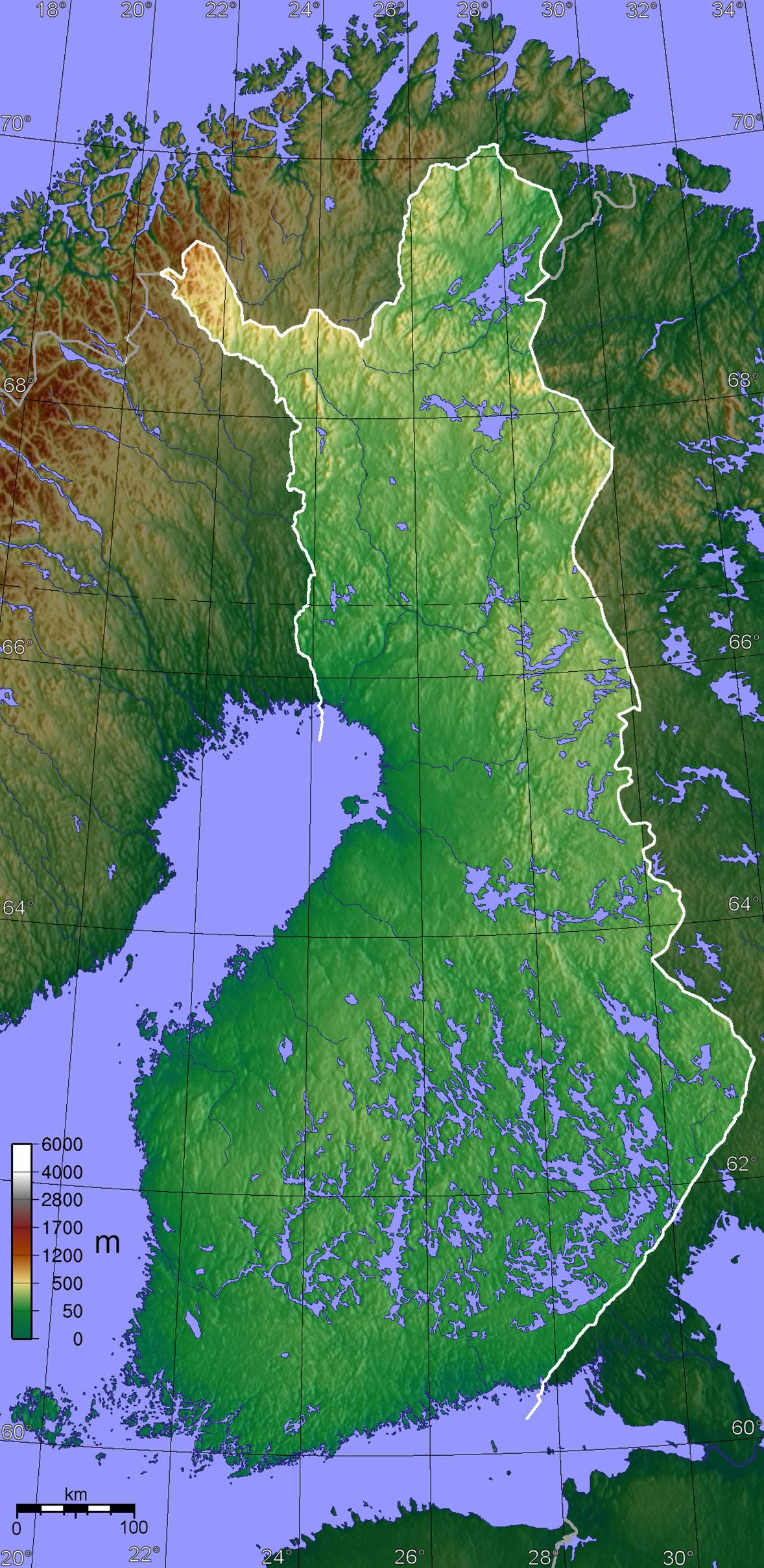
Karta över Finlands topografi.

Finlands geografi är den geografiska beskrivningen av Republiken Finland. Landet präglas av låglänt topografi eftersom en övervägande del av Finlands landyta är en del av den baltiska skölden som ligger lågt och som kraftigt har eroderats och blivit utjämnad. Berggrunden består av prekambriskt urberg.
Inlandsisen har under den senaste istiden till stor del format landskapet och spår av den är bland annat moränryggar och rullstensåsar. Ytterligare utmärkande i Finlands naturlandskap, som beror på istiden och som givit landet dess smeknamn "de tusen sjöarnas land", är det stora antalet långdragna och flikiga sjöar och våtmarksområden. Dessas sammanlagda antal är cirka 188 000 och de största är Saimen, Ule träsk, Enare träsk och Päijänne. De längsta älvarna är Kemi älv och Muonioälven, som är biflod till Torne älv och gränsflod mot Sverige.
Kusten är mycket splittrad, lång och sönderskuren, och utanför den finns en vidsträckt skärgård, påtagligast i Norra Kvarken och i sydväst. Bottenvikskusten är å andra sidan långgrund.
Den splittrade kusten och de flikiga sjöarna är två egenskaper i topografin som har anknytning till de många system av sprickor som finns i berggrunden samt den i dessa mer djupgående erosionen.
Politiskt gränsar Finland till Sverige, Norge och Ryssland och de omgivande vattnen är Bottenviken, Bottenhavet, Östersjön och Finska viken.

## Topografi
En tredjedel av Finlands yta når inte högre än 100 m över havet och en tredjedel till inte högre än 200 m över havet. Medelhöjden är 154 m över havet. Uppstående delar av urberget utgör de högre delarna. De inte lika höga områdena är jämnare och anknyter till att urbergsytan har skyddats av från kambrium härstammande sedimentära bergarter, som legat ovanpå den men som försvunnit under senare skeden.
Avvattningen av Finland sker åt ett flertal olika håll; genom Vuoksen till Ladoga, genom Kymmene älv åt Finska viken, genom Kumo älv till Bottenhavet, genom Kemi älv och Ule älv till Bottenviken och genom Pasvik älv samt Tana älv till Norra ishavet.
Efter berggrundens spricksystem och erosion kan Finland topografiskt indelas i tre större regioner: kustlandskapet, den inre sjöplatån och höglandsregionen.

### Kustlandskapet

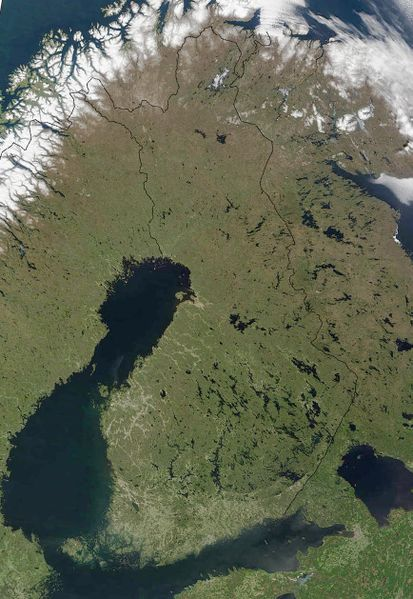
Satellitbild över Finland.

Kustlandskapet med sina kustslätter, som finns innanför den sönderbrutna kustlinjen, är 100 - 130 km brett och har en relativ höjdskillnad som är mindre än 20 m. Dessa slätter är oftast, speciellt norr om Finska viken, täckta av leror i tjocka lager, i söder omger de skogklädda bergspartier. I Österbotten bidrar också det här jämförelsevis bra bevarade Subkambriska peneplanet till den jämna topografin, de karaktäristiska österbottniska slätterna.
Landytan har en svag lutning mot havet, vilket ger upphov till de stora skärgårdarna, främst längs Kvarken och mellan Åboland och Åland.
Kustslätterna hör till de bördigaste områdena i landet och allmänt är området den fertilaste och tätast befolkade delen av Finland.
På grund av den postglacial landhöjning höjer sig regionen kring Vasa och Karleby varje år med 8 till 9 mm. För tillgängligheten till en hamn flyttades städerna Vasa och Björneborg västerut till Östersjön. Samtidig ökar Finlands landyta varje år med ungefär 7 km². I kustlandskapet inrättades fyra nationalparker.

### Den inre sjöplatån
Den inre sjöplatån är aningen mer kuperad än kustlandskapet, finns i södra och mellersta Finland och har relativa höjder på 100 - 200 m, men med högsta höjderna 250 m. Ytstrukturen är en bergkullterräng som är vågig. Den har bildats genom djupvittring, i synnerhet under mesozoisk tid, av sprickor i de högre delarna av urbergsskölden och blivit utrensad före och under istiden. I söder tar den slut vid dubbelräckan av ändmoränerna Salpausselkä I och II, vilka består av omfattande avlagringar av sand och grus och som har uppstått när inlandsisen smälte ovanligt långsamt. Detta var en avstanningslinje för isens avsmältning, norr om vilken isranden snabbt drog sig norrut. Gränserna för sjöplatån i väster och norr är inte lika tydliga. Finland kallas för De tusen sjöars land.
De så kallade sjöstråken i sjöplatån är långdragna sänkor, sprickzoner vilka rensats ut, som inte fylldes med den avlagrade moränen vid istidens slut. De sjöar som finns här är över 35 000 till antalet, skiljer sig inte mycket i höjd, 76 - ca 100 meter över havet, och inräknar bland andra Finlands största, som Saimen, Päijänne och Näsijärvi, vilka ligger på 75 - 200 meter över havet. Här finns de flesta sjöarna i Finland och ytan täcks till över 25 % av sjöar.
I genomsnitt är Finlands insjöar 7 meter djupa. Djupast är Päijänne med 95 meter och Enare träsk med 92 meter.
På sjöplatån finns 70 - 80 meter höga rullstensåsar, vanligen i nordväst-sydöstlig riktning. Dessa följer sjöarna, skiljer dem åt eller uppdelar dem i flera fjärdar. Bland de kändaste finns Punkaharju och Kangasalaåsen, vilka också är störst. Utmärkande är också, speciellt i öster, drumliner och låga och långt sträckande bergsräckor.

### Höglandsregionen
Höglandsregionen utgör i en båge norra Finlands inre del och börjar öster om Ule träsk, med bergkullsstråk, och sträcker sig norrut och går längs finsk-ryska gränsen. Höjd över havet är mellan 200 m och 500 m. Terrängtypen är benämnd bergkullslätt. I öster är terrängen speciellt kring Kuusamo kraftigt kuperad och har en höjd på ca 500 meter över havet.
I norr utgörs den av vida platåer och där finns isolerade 500 - 800 meter höga lågfjäll, som kännetecknas av att vara flacka och kala.
I det nordligaste börjar förfjällsterräng, vilken höjer sig 200 - 400 m över den omgivande marken och längst i nordväst är ett avsnitt av fjällen i Skandinavien en del av höglandsområdet. I Finlands norra nordvästliga hörn finns landets högsta punkt (1 324 meter över havet), på Haldefjäll.

## Geologi

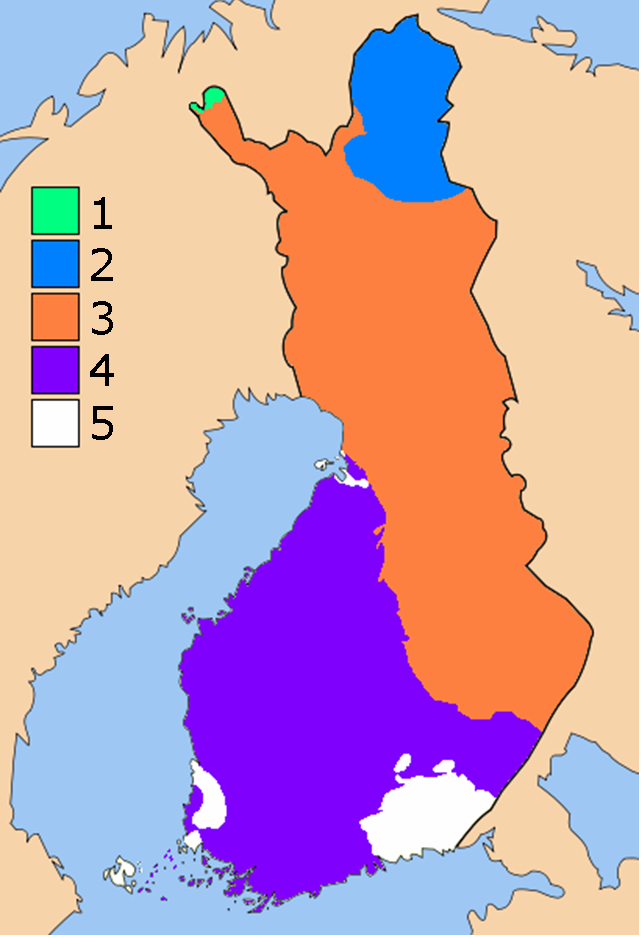
Schematisk bild av Finlands berggrund.
1. Kaledoniska domänen
2. Enarekomplexet och Granulitbältet i Lappland
3. Karelska domänen
4. Svekofenniska domänen
5. Paleozoiska, Neoproterozoiska, Mesoproterozoiska och Paleoproterozoiska bergarter.

Finland hör i geologiskt hänseende till Fennoskandia. Precis under moränen finns berggrunden som i huvudsak är prekambriskt urberg som emanerar från arkeikum och äldsta och mellersta proterozoikum, i mindre utsträckning yngre prekambriska bildningar. Granit och Gnejs  är de vanligaste bergarterna.
Granitarten rapakivi hittas i landets sydvästra delar.
I berggrunden finns många sprickor och svaghetszoner, i allmänhet i nordöst-sydvästlig och nordväst-sydöstlig riktning och i sprickorna finns många, till stor del morändämda, sjöar. När istidsisarna hade smultit blev landet täckt av hav och på flera ställen är sprickorna sänkor som blivit lerfyllda mellan skogbeklädda eller kalspolade höjder, i skärgården slingrande sund.

### Den arkeiska berggrunden
Den mellan 3 och 2,5 miljarder år gamla arkeiska berggrunden omfattar landets östra och norra delar. Dess huvudsakliga beståndsdelar är granitoida, till viss del migmatitiska gnejser. Långsträckta grönstenbälten, vilka till sin beskaffenhet exempelvis innefattar vulkaniska bergarter som är rika på magnesium, är ett typiskt element.

### Den proterozoiska berggrunden
Det arkeiska urberget övergår i form av överlagring västerut med kontakt gällande förvittring av bildningar från tidig proterozoikum, till exempel de sumisk-sarioliska sedimentära och vulkaniska formationerna i sydost och i norr de lapponiska ytbergarterna, vilka förhärskas av basaltiska grönstenar, som är mellan 2,5 och 2,0 miljarder år gamla. De jatuliska bildningarna, omfattande kvartsiter, basalter, dolomiter och skiffrar, har ovanpå dem avlagrats.
Även granulitbältets berggrund, som ligger i en båge mitt över den nordligaste spetsen av Finland, är troligen från tidig proterozoikum. Granuliterna är bergarter som är högmetamorfa sedimentära och intrusiva samt har för nästan två miljarder år sedan skjutits över den sydvästligt liggande berggrunden.
Urberget är till stor del rötter av väldigt gamla blottlagda veckbergskedjor. Veckbergsstråken ligger runt ett område med skiffer, vilket innehåller mycket stora intrusiv av graniter som är både äldre och yngre, till största delen porfyrgraniter.
Karelidernas, den karelska veckbergskedjans, rötter sträcker sig från Ladoga till Lappland och är uppbyggda av veckade sentimentpackar, den "jatuliska formationen" i öster och skiffrar, i större eller mindre utsträckning kraftigt metamorfoserade.
De så kallade kaleviska skifferformationerna är ungefär 2,0 - 1,9 miljarder år gamla och ligger ovanpå den jatuliska och äldre berggrunden. De överlagras i sin tur västerut av de svekofenniska ytbergarterna som i stor utsträckning är migmatitiserade och vilka är en del av den svekokarelska eller svekofenniska bergskedjans rötter. Dessa förhärskas av skiffrar och gråvackor med beståndsdelar av basiska och sura vulkaniska bergarter. Frånsett ytbergarter är stora kvantiteter av huvudsakligen granitliknande djupbergarter (tonalit, granodiorit, granit) en del av den svekofenniska berggrunden. Rapakivigraniterna, som är 1 670–1 540 miljoner år i ålder, omfattas av den yngsta generationen av nämnda djupbergarter, och är i någon mån karaktäristisk för Finland. Dessa finns på Åland och i östra Nyland.
Den öst-västliga svekofenniska veckbergsräckans bas hittas mot söder i Finland, i landets mittersta och sydvästra del. Bergskedjan bildades för omkring 1,9–1,8 miljarder år sedan och fortsätter i östra Sverige. Basen består av kristallina skiffrar, som är brant uppresta, exempelvis gnejser och leptiter med urkalksten, speciellt kring Pargas. De genomsätts av stora intrusiv som består av äldre graniter och den yngre Hangögraniten. Leptiterna är inte lika stort utbredda och rika på järnmalmstillgångar i Finland som i Mellansverige.
Bland annat röda sandstenar och konglomerat finns i Satakunda, området kring Muhos och i Bottniska viken. De är inte lika gamla som de nämnda rapakivigraniterna. Sandstenarna räknas till de jotniska bildningarna och har genombrytningar av olivindiabaser som är 1 250 miljoner år gamla.

### Den fanerozoiska berggrunden
I mindre områden och av varierande åldrar bergarter som är alkalina och karbonatitiska, exempelvis vid Iivaara i norra Österbotten, Sokli i sydöstra Lappland och vid Siilinjärvi i centrala Finland. Kratrar av meteoriter finns också, den kändaste av dessa är Lappajärvi, från yngre krita.
I Lumparn på Åland och mellan Vasa och Björneborg finns, i liten utsträckning, paleozoisk berggrund. Kaledoniderna och randbildningar till dessa utgör ett litet område i det nordvästligaste av landet.

## Utsträckning
| Yta - totalt: 338 145 km² - land: 304 473 km² - vatten: 33 672 km² Kuststräcka - 1 261 km | Gränser - totalt: 2 681 km - efter land: Norge 727 km, Sverige 614 km, Ryssland 1 340 km Maritima anspråk - territorialvatten: 12 nautiska mil (i Finska viken – 3 nautiska mil) - kontinentalsockel: 200 meters djup eller till det utnyttjade djupet - exklusiv fiskezon: 12 nautiska mil; utsträckt till kontinentalsockelgränsen med Sverige |